# دستگاه مختصات زمین‌مرکز، زمین‌ایستا
دستگاه مختصات زمین‌مرکز، زمین‌ایستا (انگلیسی: Earth-centered, Earth-fixed coordinate system) با عنوان مخفف ECEF که دستگاه مختصات زمین‌مرکزی نیز نامیده می‌شود، یک سامانه مرجع مکانی دکارتی که موقعیت‌ها را در مجاورت زمین (شامل سطح، درون، جو زمین و فضای پیرامون آن) را به‌صورت Y, X و Z و با اندازه‌گیری از مرکز جرم نشان می‌دهد. رایج‌ترین کاربرد این سامانه مختصات در رهگیری مدارهای ماهواره‌ها و سامانه‌های ماهواره‌ای ناوبری جهانی به‌منظور اندازه‌گیری و یافتن موقعیت در سطح زمین است ولی در کاربردهایی مانند پایش جنبش‌های پوسته زمین نیز به‌کار می‌رود.